# One More Night (Phil Collins)
One More Night is een nummer van de Britse zanger en drummer Phil Collins uit 1985. Het is de tweede single van zijn derde soloalbum No Jacket Required. Het nummer is een ballad, en een muzikale uiting van een periode waarin Collins een pijnlijke scheiding doormaakte.
Het nummer haalde wereldwijd hoge posities in de hitlijsten. In het Verenigd Koninkrijk haalde het de 4e positie. In de Nederlandse Top 40 haalde het nummer de 15e positie, en in de Vlaamse Radio 2 Top 30 schopte het nummer het tot nummer 9.

## NPO Radio 2 Top 2000
| Nummer met noteringen in de NPO Radio 2 Top 2000 | '99 | '00 | '01  | '02  | '03 | '04 | '05  | '06  | '07  | '08  | '09  | '10  | '11  | '12  | '13  | '14  |
| ------------------------------------------------ | --- | --- | ---- | ---- | --- | --- | ---- | ---- | ---- | ---- | ---- | ---- | ---- | ---- | ---- | ---- |
| One More Night                                   | 883 | -   | 1026 | 1312 | 962 | 933 | 1107 | 1033 | 1242 | 1091 | 1607 | 1703 | 1815 | 1848 | 1991 | 1838 |

1. ↑  Een '-' betekent dat het nummer niet was genoteerd en een vetgedrukt getal geeft de hoogste notering aan.
2. ↑  Deze tabel is bijgewerkt tot en met de laatste editie (2024).